# Décapitation

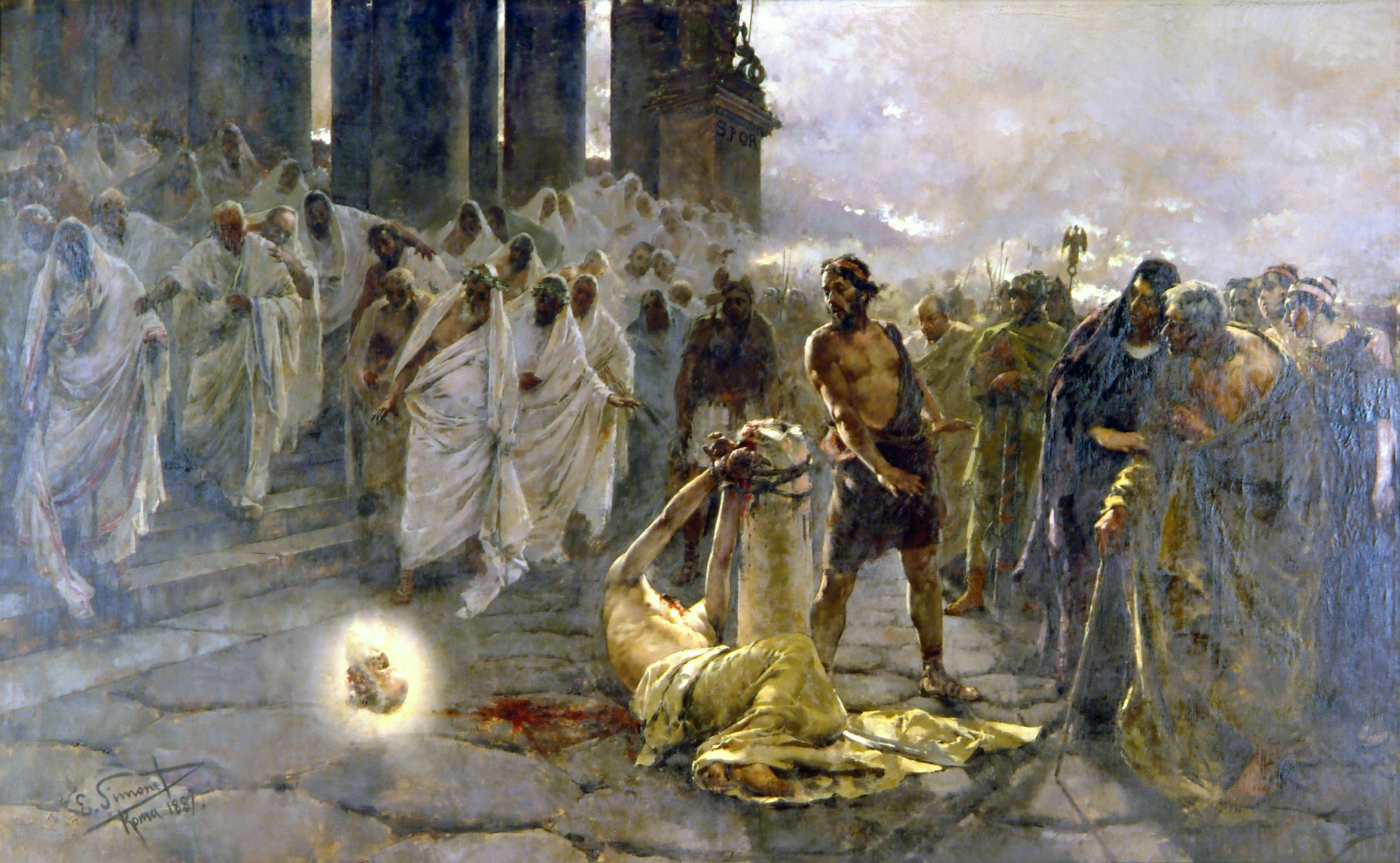
Décapitation de saint Paul par Enrique Simonet (1887).

La décapitation désigne la séparation de la tête et du corps. Elle peut survenir de manière accidentelle ou volontaire (exécution). Dans ce second cas, elle est usuellement réalisée à l'aide d’un « tranche-tête » (couteau, épée, sabre, hache ou guillotine). En général, dans les cas de décapitation effectuée à l'épée ou à la hache, le condamné devait au préalable poser la tête sur un billot[style à revoir]. La décapitation peut être également réalisée sur le corps d'un homme mort.
Dans les écrits chrétiens ou de manière plus littéraire, on parle aussi de « décollation » (couper le cou) ou même de « décollement » (séparation d'un organe de son tissu). Plus spécifiquement, les archéologues différencient les deux termes, parlant de décollation lorsque la tête est ôtée à un cadavre, de décapitation quand elle est tranchée du vivant de la personne.

## Histoire

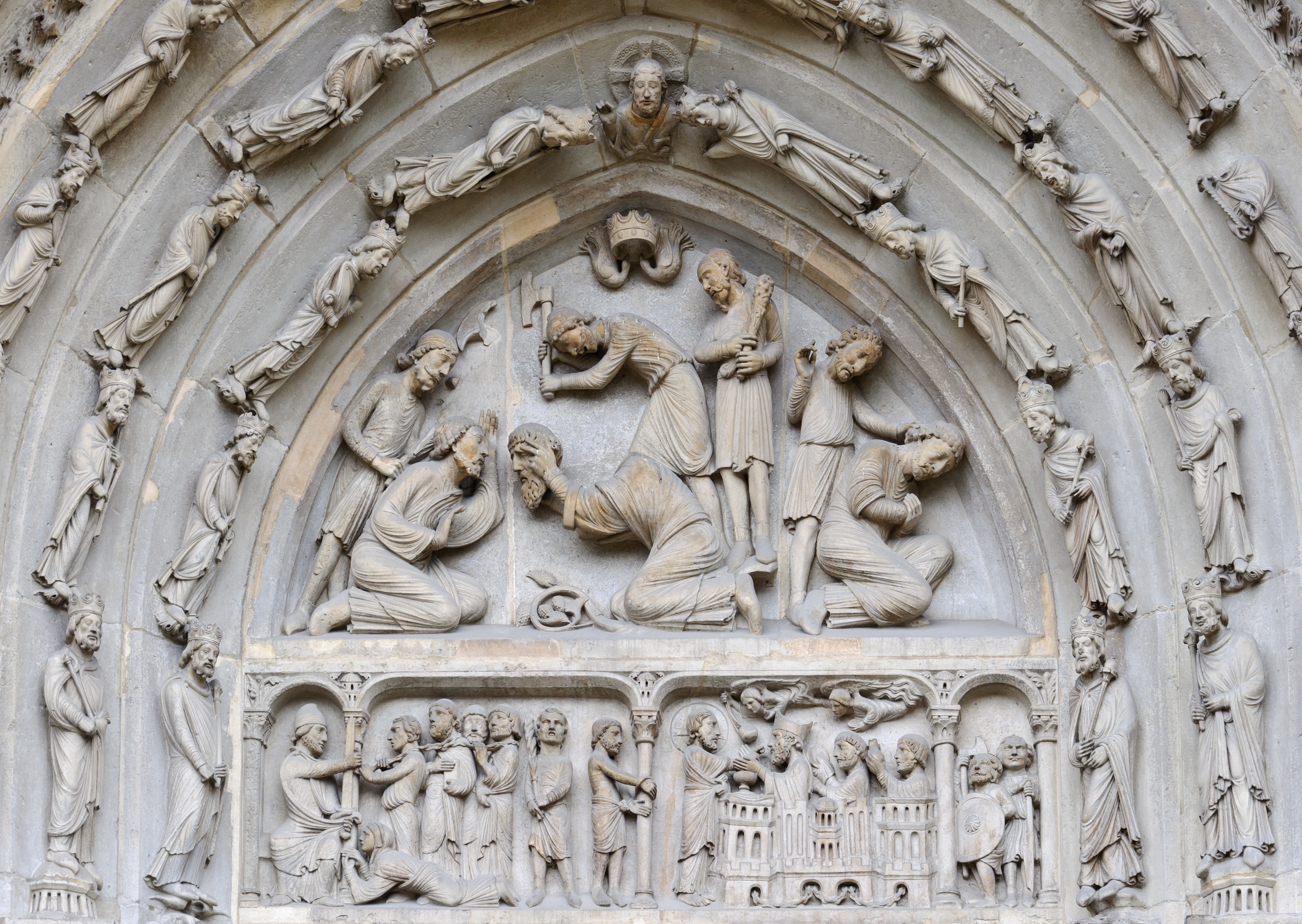
Décollation de saint Denis, tympan du portail nord de la basilique Saint-Denis.

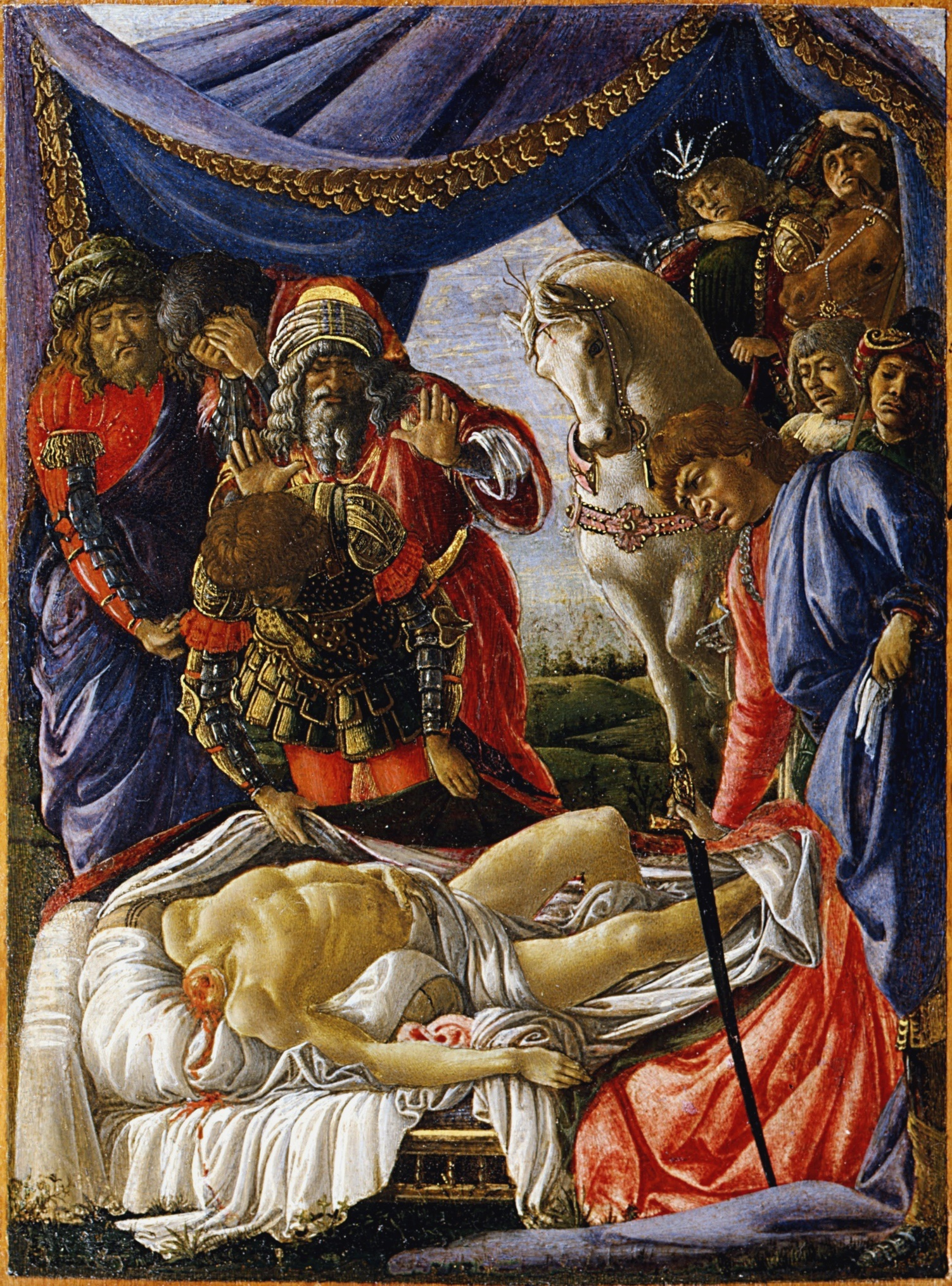
La Découverte du cadavre d'Holopherne, par Botticelli.

### La décapitation comme peine de mort «honorable»
La décapitation a été utilisée comme peine de mort pendant des millénaires. Dans l'Antiquité, de nombreux chrétiens connurent ce martyre dont saint Jean-Baptiste, saint Paul ou saint Denis.
Les expressions françaises « punition capitale », « crime capital » ou « peine capitale » proviennent d'ailleurs de la racine latine caput, « tête », se référant à la punition pour les infractions graves impliquant la perte de la tête.
La décapitation par l'épée d'exécution (en) (ou à la hache, autre arme de guerre) était considérée comme une façon « honorable » de mourir pour un aristocrate qui était, du Moyen Âge jusqu'au XIXe siècle, un guerrier susceptible de mourir par l'épée lors d'un combat, alors que la mort sur la potence, par le bûcher ou par un autre moyen était vue comme « déshonorante » par cette classe. Ainsi, en Grande-Bretagne, on pratiqua pendant cinq siècles le supplice appelé « hanged, drawn and quartered » pour punir les hommes accusés du crime de haute trahison, considéré comme plus vil que le meurtre.

### Une mort sans douleur?
Pour que le coup soit fatal, l'instrument des bourreaux était le plus souvent une lourde épée ou une hache manipulée à deux mains.
Si celle-ci était bien aiguisée — et le bourreau habile —, la décapitation était rapide et présumée être une peine de mort indolore. Si le tranchant de l'instrument était émoussé ou le bourreau maladroit, plusieurs tentatives pouvaient être nécessaires pour trancher la tête (par exemple, les exécutions de sainte Cécile, Robert Devereux, Thomas Cromwell, Marie Ire d'Écosse, James Scott ou Lally-Tollendal). Aussi recommandait-on au condamné à mort de donner une pièce d'or au bourreau pour s'assurer qu'il ferait son travail avec soin.

### En France

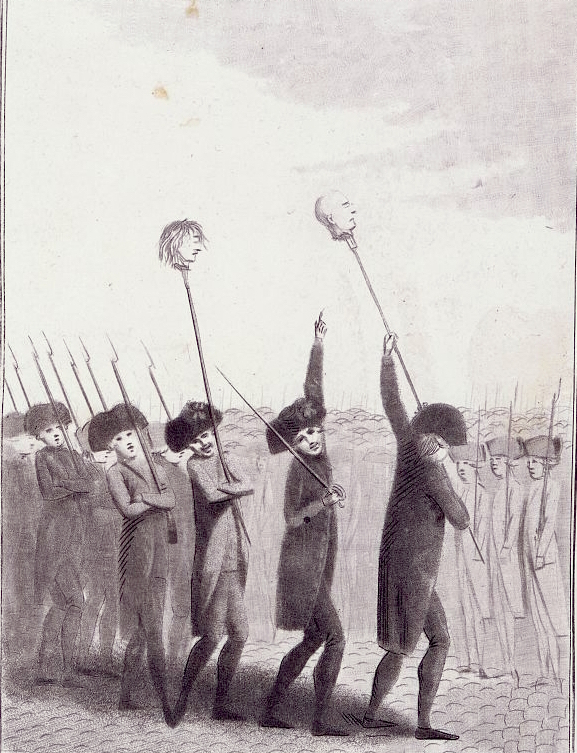
Jacques de Flesselles, l'un des premiers décapités de la Révolution française.

En France, sous l'Ancien Régime, la décapitation, appelée « décollement », était un privilège réservé aux nobles pour les exécutions capitales, par opposition à l'exécution des roturiers (décollation plutôt à la hache ou à la doloire, peine de pendaison)  considérée comme infamante, mais les exceptions ne sont pas rares. Elle était pratiquée à l'aide d'une épée, d'une hache, voire d'une doloire, le supplicié étant à genoux, sa tête devant parfois être préalablement posée sur un billot.

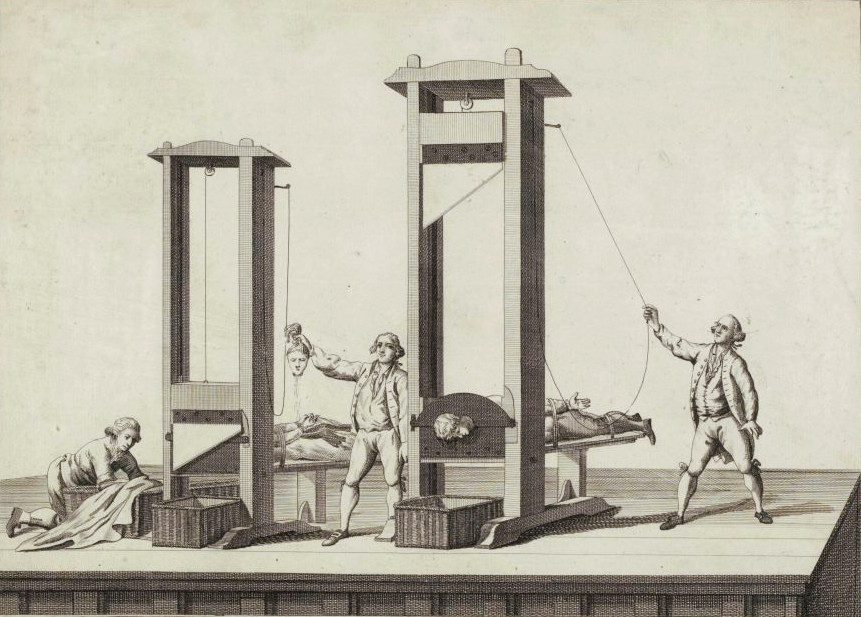
Estampe explicative avec une double guillotine sous la Révolution. (musée de la Révolution française)

La décapitation à l'épée, considérée comme plus efficace (elle ne nécessitait souvent qu'un seul coup), fera notamment la réputation des bourreaux français qui affectionnaient cette méthode plutôt que celle utilisant la hache. À tel point que, lorsque le roi Henri VIII d'Angleterre fit exécuter sa deuxième épouse, Anne Boleyn, en 1536, il lui octroya le privilège d'être décapitée « à la française ». On fit alors venir expressément à Londres le bourreau de Calais (ville anglaise à l'époque) pour procéder à la sentence. Sa cinquième femme, Catherine Howard fut exécutée de la même manière en 1542.
Le 6 octobre 1791 est inscrite dans le Code pénal français la phrase « Tout condamné à mort aura la tête tranchée. » C'est ainsi que la décapitation fut la seule méthode d'exécution des civils (les militaires utilisaient le peloton d'exécution) jusqu'à son abolition définitive en 1981. La décapitation était réalisée à l'aide d'une guillotine. Environ 17 000 personnes sont guillotinées en France pendant la Terreur.
Cependant, lors de la conquête de l'Algérie par la France, il était d’usage jusqu'au 16 février 1843 de faire décapiter les condamnés à mort à l'aide d'un yatagan par des bourreaux algériens. À la suite d'une exécution à Alger qui, le 3 mai 1842, avait tourné à la boucherie, le ministre de la Guerre, le général Amédée Despans-Cubières, fit introduire l’usage de la guillotine en Algérie française et exigea que les exécuteurs soient européens.

#### La guillotine comme décapitation exemplaire
La décapitation par la guillotine était censée être un mode de châtiment égalitaire (s'appliquant à toutes les classes de la société), rapide et sans douleur, quelle que soit l'habileté du bourreau. Néanmoins plusieurs témoignages relatent que la tête du condamné pouvait rester consciente pendant une demi-minute.

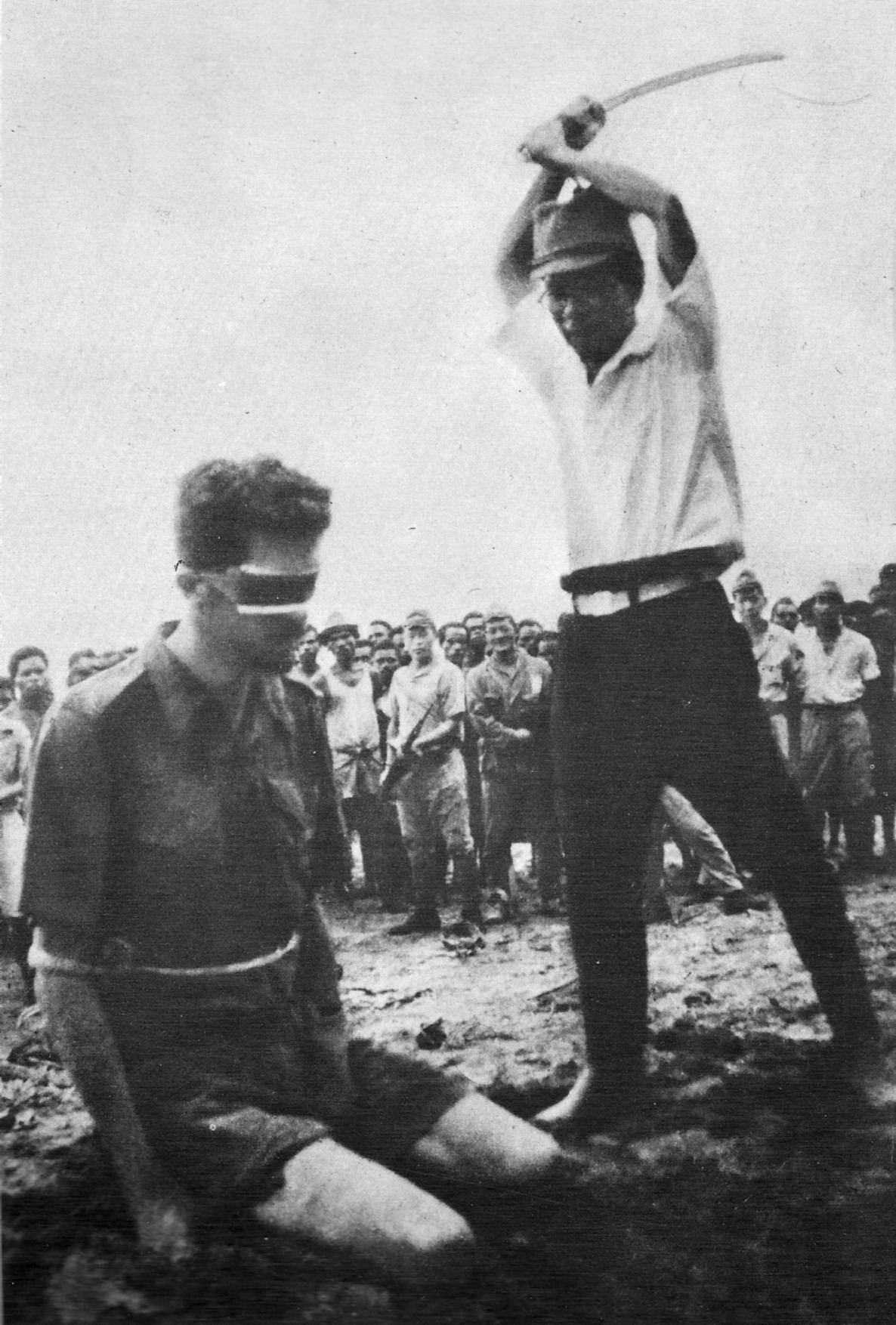
Le sergent Leonard Siffleet, un militaire australien capturé en Nouvelle Guinée, sur le point d'être décapité par un soldat japonais, 1943

Des expériences neuroscientifiques d'électro-encéphalographie sur le crâne de rats décapités en 2011 confirment ces témoignages : elles montrent que les ondes électriques de « conscience » restent visibles environ quatre secondes après la décapitation, puis disparaissent au bout de 17 secondes (ce qui correspond à un état second de torpeur sans aucune conscience) et, au-delà de 50 secondes, une onde de basse fréquence intense est enregistrée, correspondant à la mort cellulaire définitive,.

### Une pratique résiduelle auXXIesiècle
Au XXIe siècle, trois pays procèdent encore à ce mode d'exécution officiel, toujours publique, à l'aide d'un sabre : 
- l'Arabie saoudite ;
- les Émirats arabes unis ;
- le Qatar.

Au début du XXIe siècle, la décapitation est utilisée par certaines organisations dans le but de terrifier leurs adversaires. Cette pratique est particulièrement utilisée par l'organisation criminelle Los Zetas au Mexique.
Pendant la guerre d'Irak et la guerre civile syrienne, de nombreuses décapitations de prisonniers et d'otages sont commises par les djihadistes d'Al-Qaïda en Irak, puis de l'État islamique, aussi bien de manière improvisée pendant les combats que lors de mises en scène filmées et diffusées sur Internet afin de terrifier leurs adversaires et de galvaniser leurs troupes,,,. Dans ces vidéos, l'État islamique se caractérise par le soin apporté à la mise en scène macabre de ces exécutions et leur médiatisation mondiale grâce à Internet.

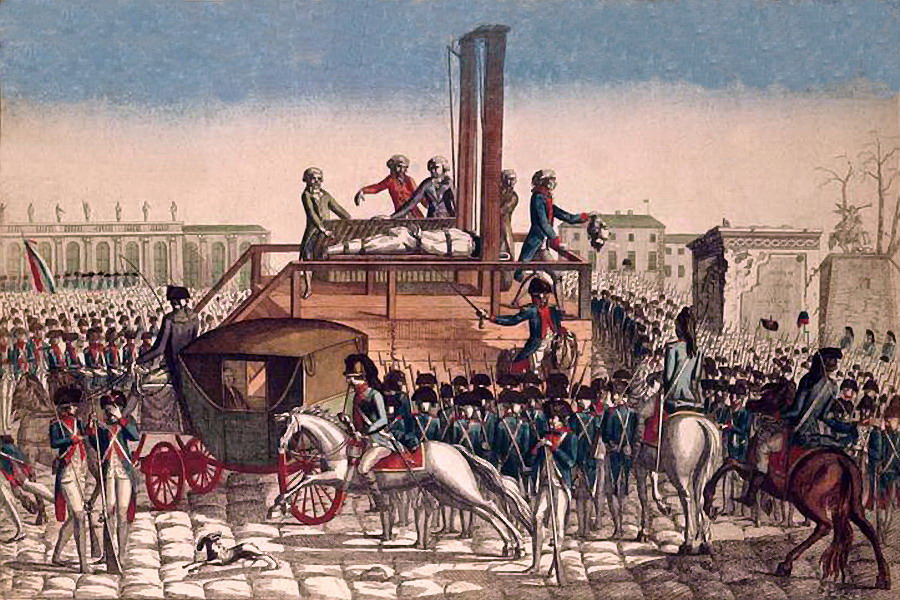
Exécution de Louis XVI

Au sein d'Al-Qaïda, en revanche, les décapitations ne font pas l'unanimité, même si quelques exécutions de ce type sont rapportées,. Cette pratique n'est ainsi pas approuvée par Oussama ben Laden,. En 2005, Ayman al-Zawahiri, alors numéro deux d'Al-Qaïda, écrit à Abou Moussab Al-Zarqaoui, le chef d'Al-Qaïda en Irak, pour lui demander notamment d'arrêter les décapitations,. En décembre 2014, Nasser bin Ali al-Ansi (en), haut responsable d'Al-Qaïda dans la péninsule arabique (AQPA), condamne également les décapitations d'otages qu'il qualifie de « barbares »,.
Lors des conflits irakien et syrien, des cas de décapitations commis par des soldats de l'armée irakienne ou des miliciens progouvernementaux,,, par des soldats de l'armée syrienne et des chabiha,,,,, par des rebelles syriens,, par des miliciens chiites pro-iraniens,,, et par des mercenaires russes du Groupe Wagner, sont également signalés.

## Symbolisme

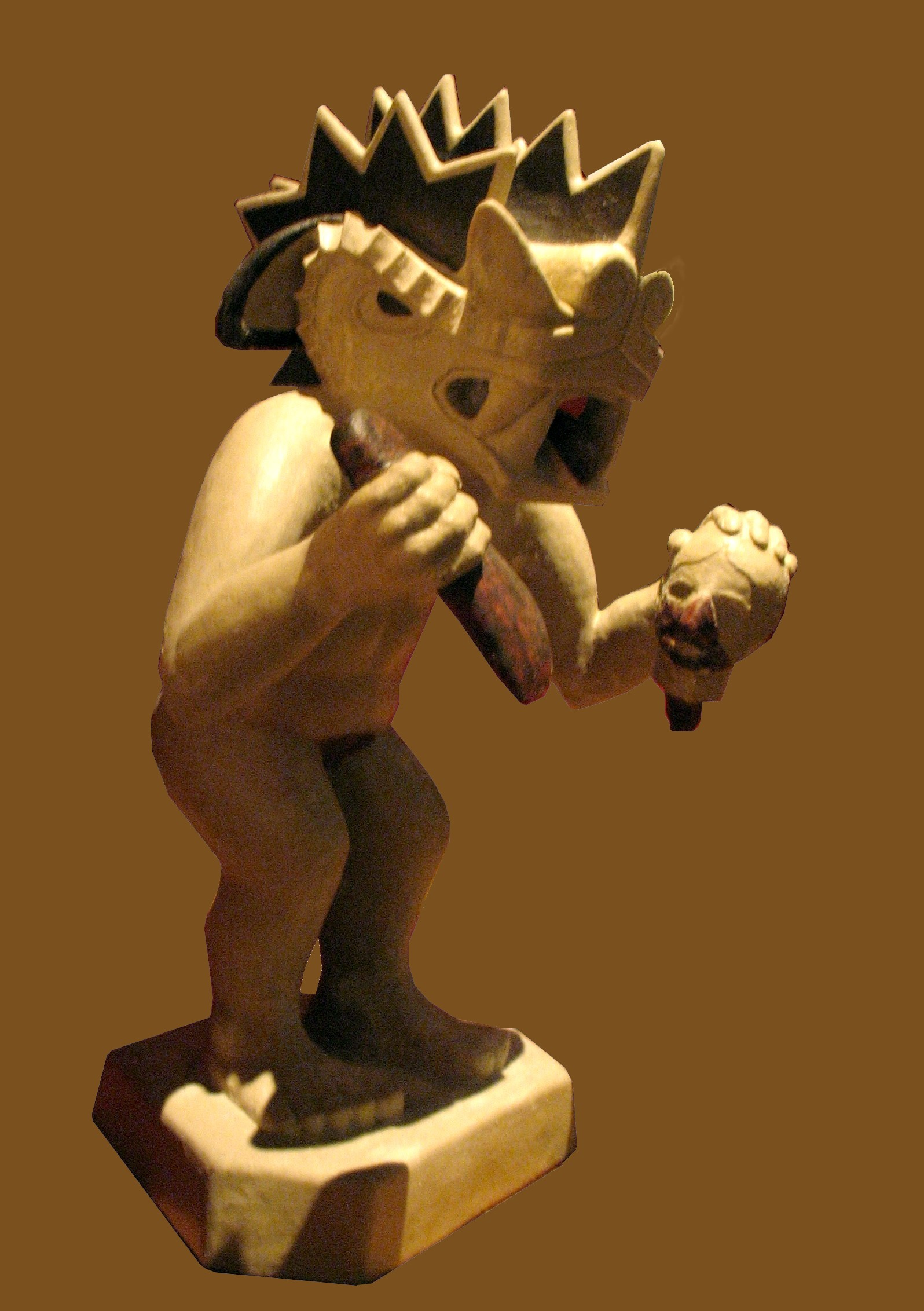
Scène de décapitation par un prêtre-guerrier, culture Mochica, Musée de l'armée, Stockholm.

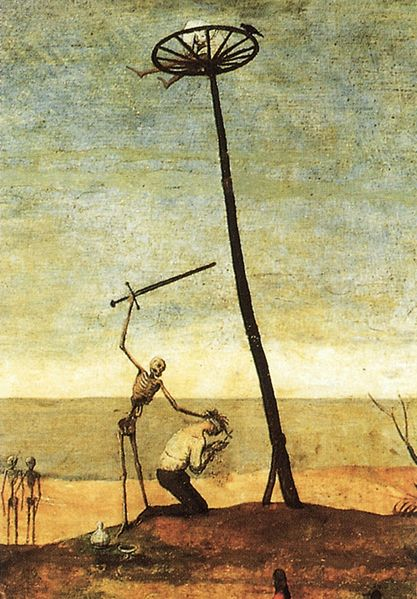
Illustration d'une exécution dans le tableau Le Triomphe de la Mort de Pierre Brueghel l'Ancien, 1562–1563

La valeur symbolique de la décapitation a varié selon les époques et les contextes. Lorsque la France révolutionnaire l'adopte, elle est considérée comme reflétant une certaine égalité (car sous l'Ancien Régime on décapitait les nobles mais il y avait une multitude de supplices pour le tiers état). La guillotine est alors un progrès puisque la souffrance est censée être supprimée.
Mais, de nos jours, avec le recul de la peine de mort en Occident, le caractère souvent public des exécutions dans les pays où la décollation est encore pratiquée, et le caractère parfois bénin du « crime » ainsi puni, elle est plutôt considérée comme une méthode barbare et sanguinaire.
Si la décapitation est réalisée sur le corps d'un homme mort, la tête est ensuite exhibée, de manière à impressionner une population ou/et à humilier la personne morte, voire pour en retirer une rétribution, ou encore pour prouver le décès à la foule.
Les décapitations et expositions de têtes en Chine ont été souvent représentées, soit par le dessin, soit par la photographie.

## Galerie d'images

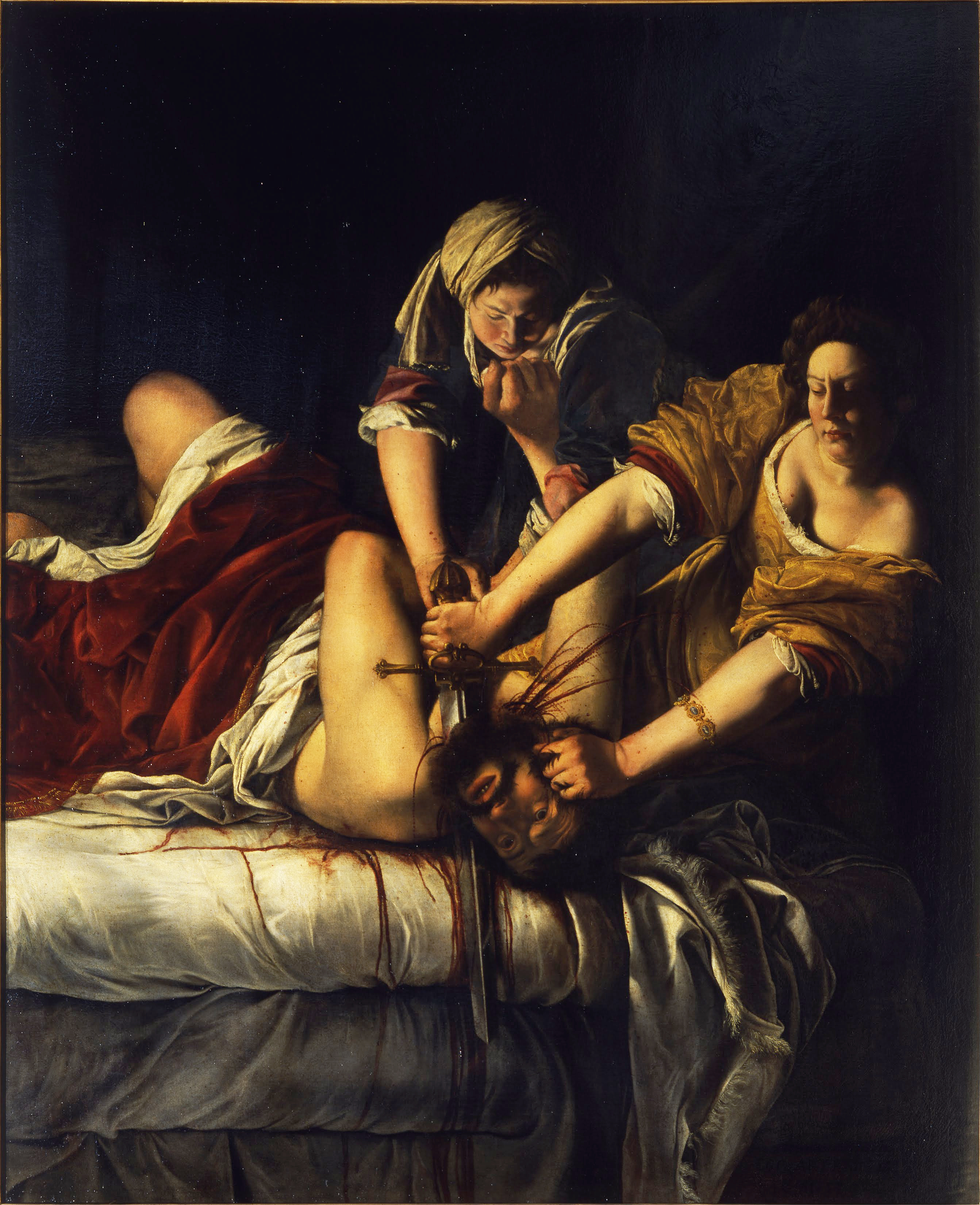
Artemisia Gentileschi, Judith décapitant Holopherne, musée des Offices. La toile est souvent interprétée comme une catharsis de l'artiste pour conjurer le viol commis par son maître Agostino Tassi.
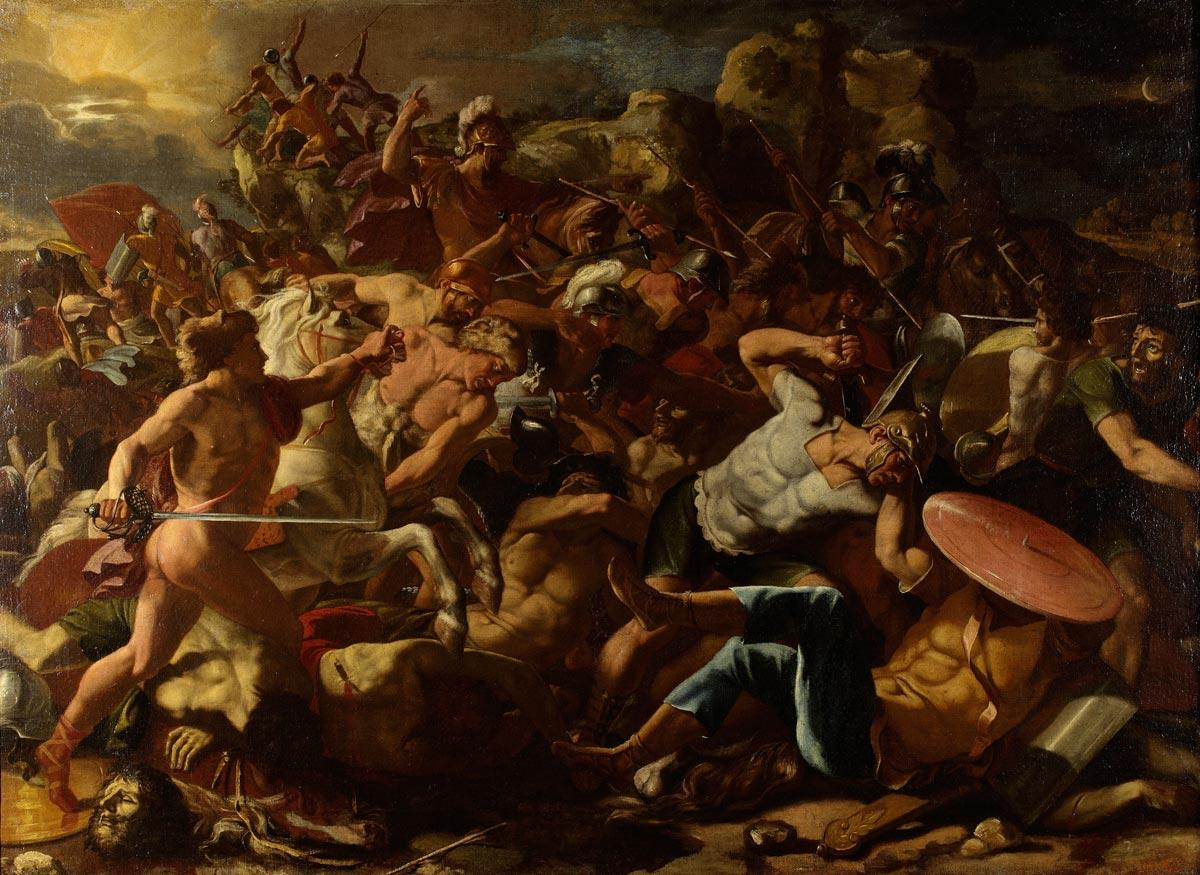
Nicolas Poussin, La Victoire de Josué sur les Amorites. Dans le coin inférieur gauche, on peut voir la tête coupée d'un jeune guerrier Amorite.
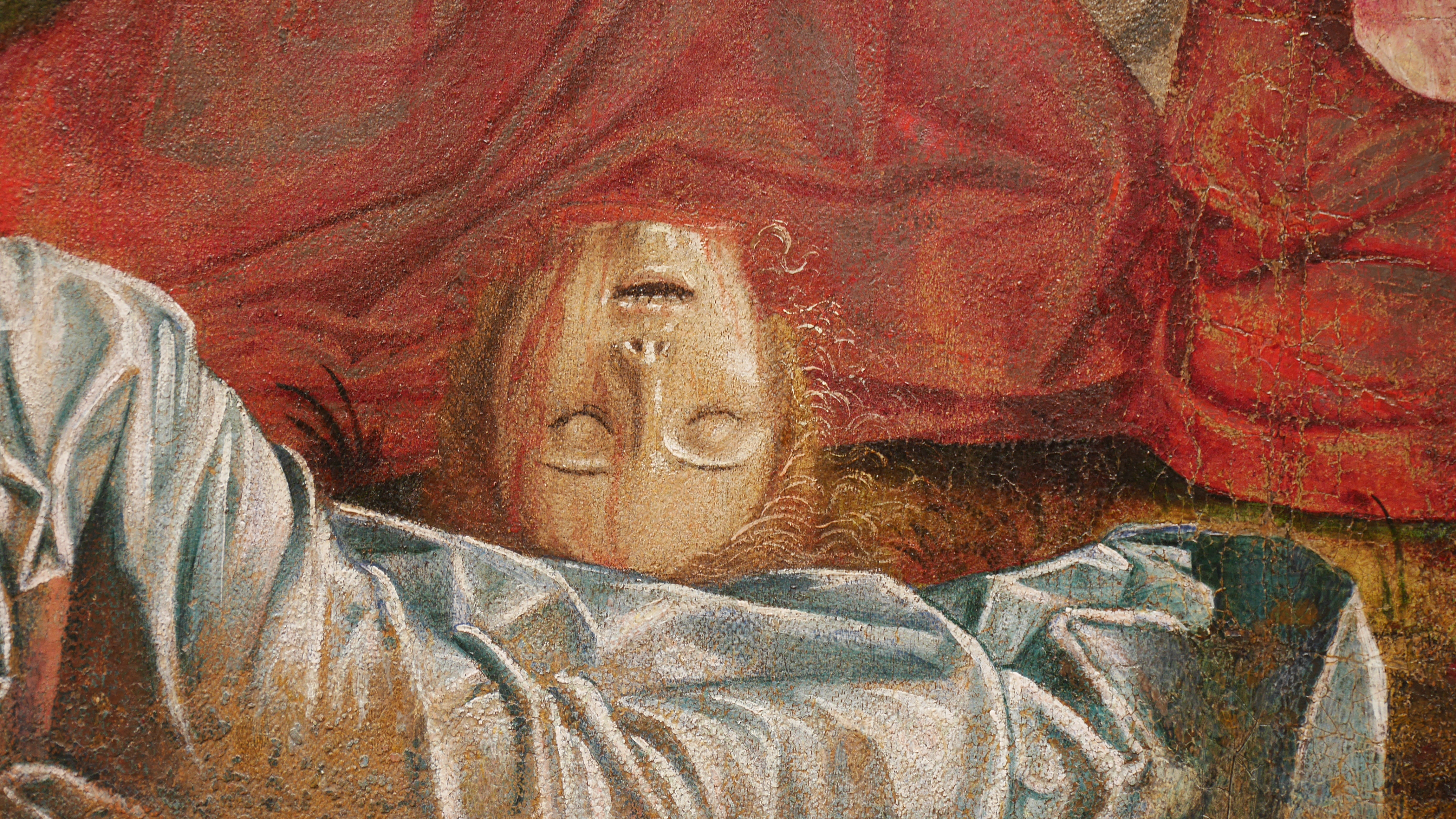
Un jeune écuyer anglais décapité par les Huns, détail du tableau Le Martyre des pèlerins et les funérailles de sainte Ursule, œuvre de Vittore Carpaccio.
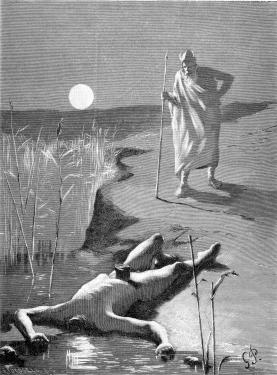
Odin trouvant le corps décapité de Mímir – un épisode de la mythologie nordique.
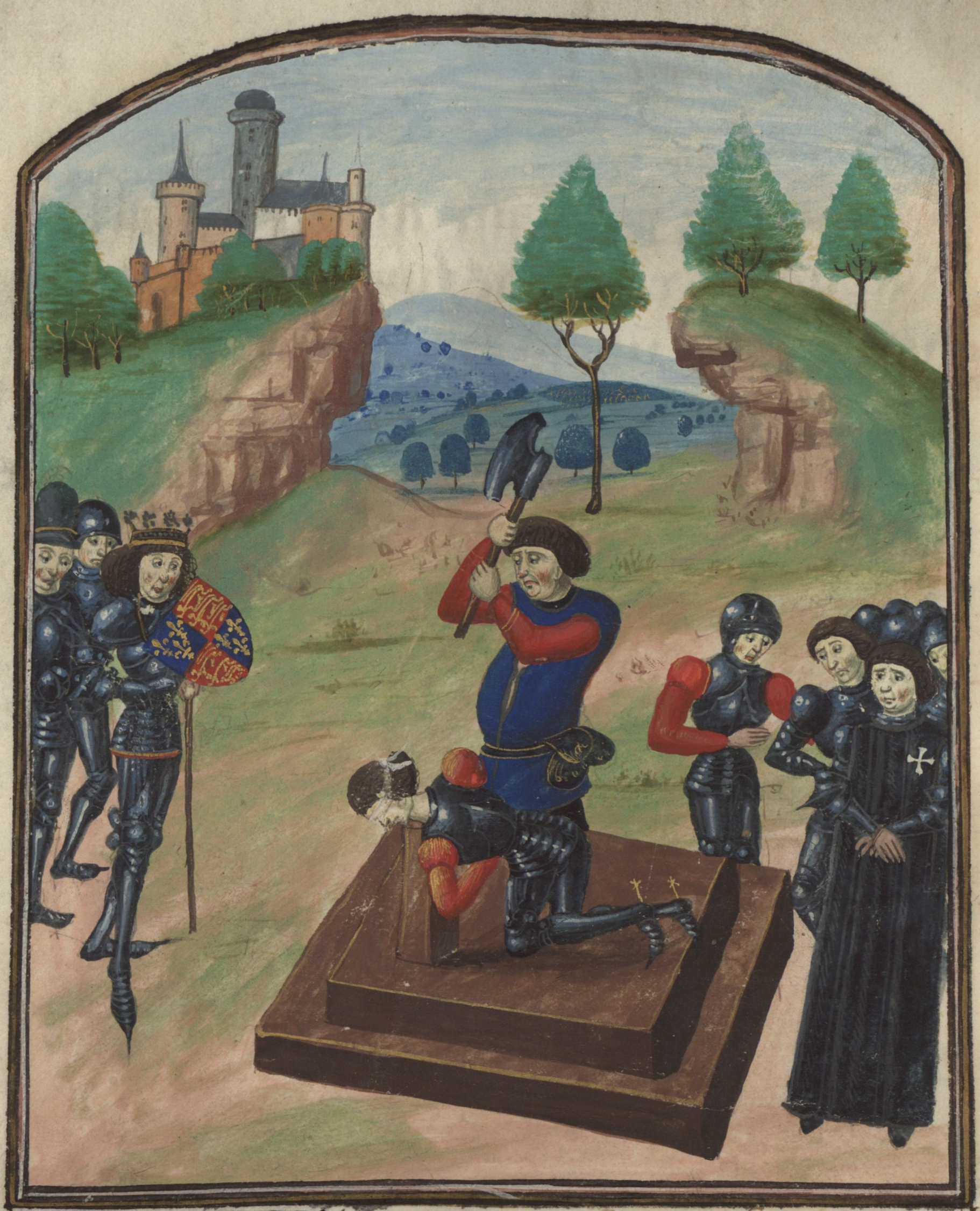
Décapitation du Duc de Somerset à la bataille de Tewkesbury.
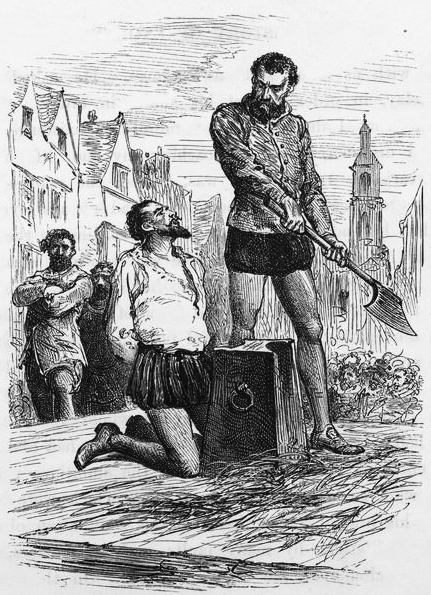
Décollation de Sir Walter Raleigh, 1618.
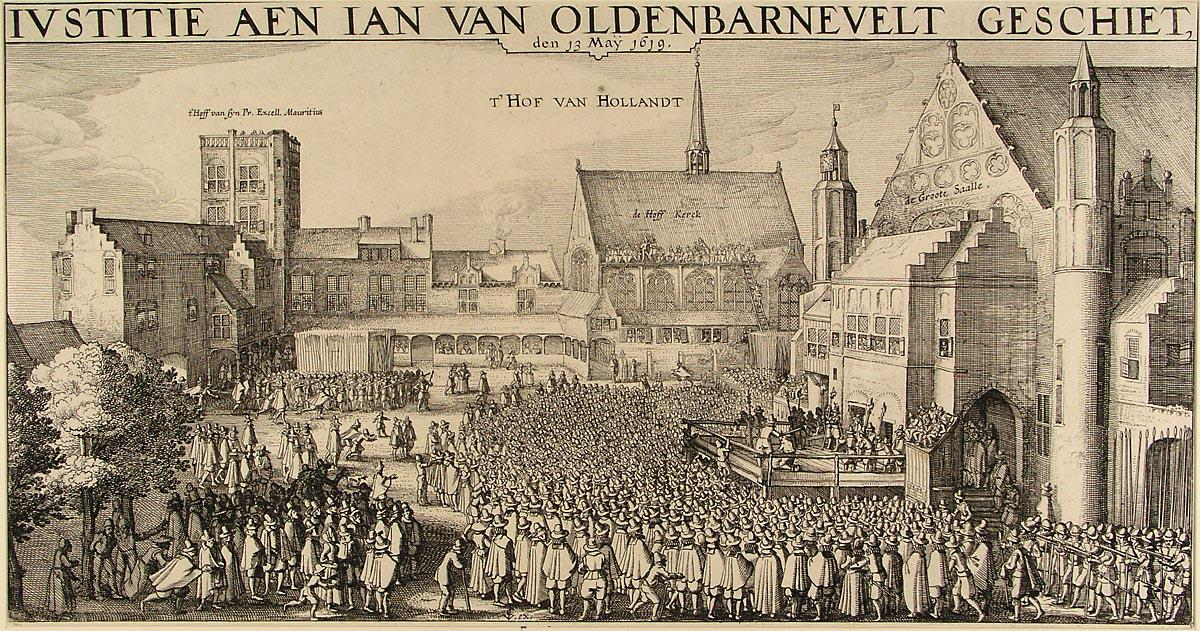
Décapitation de Johan van Oldenbarnevelt, Claes Jansz. Visscher, 1619, Museum Boijmans Van Beuningen.
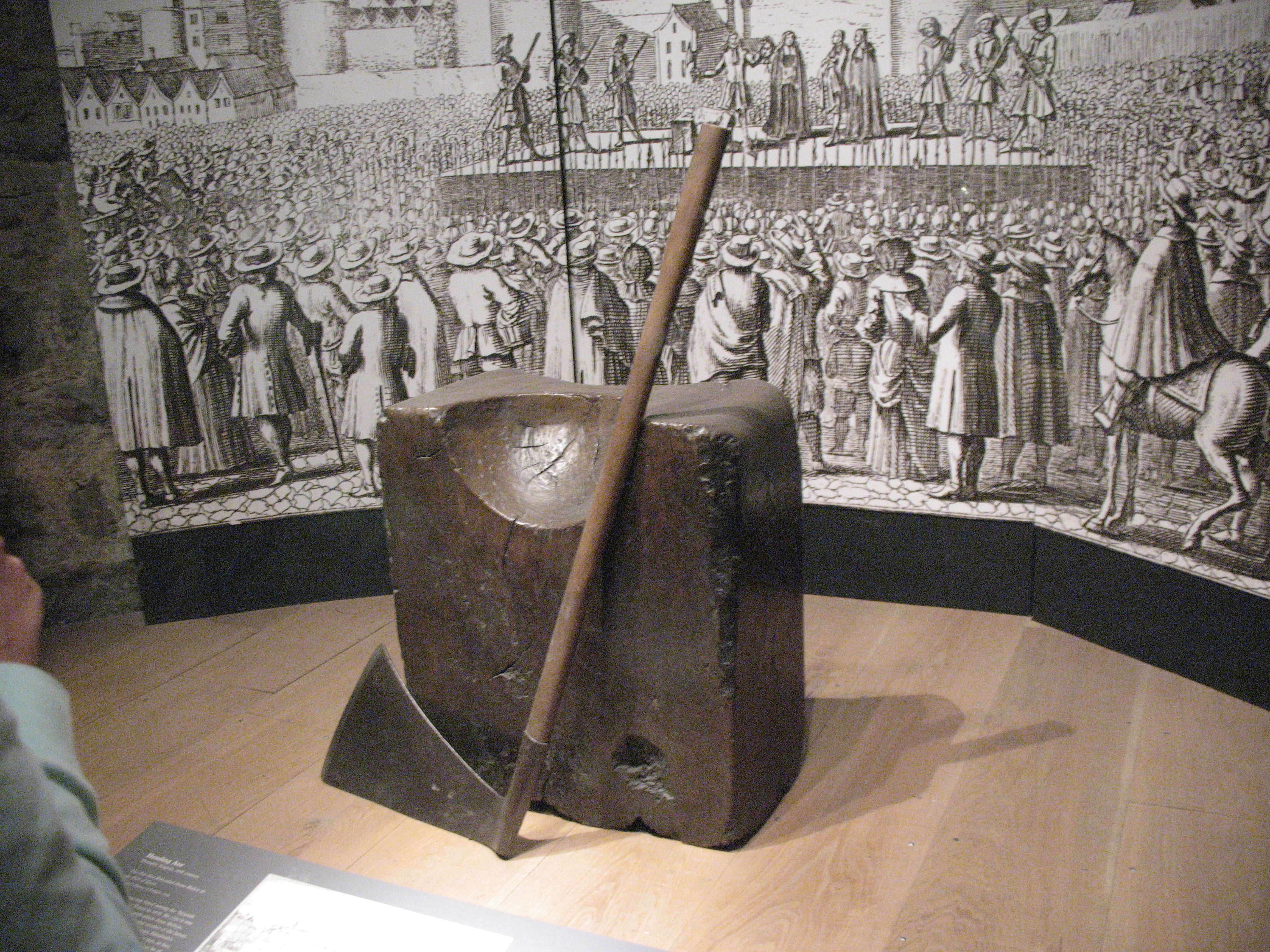
Hache sur billot dans un musée à Londres.
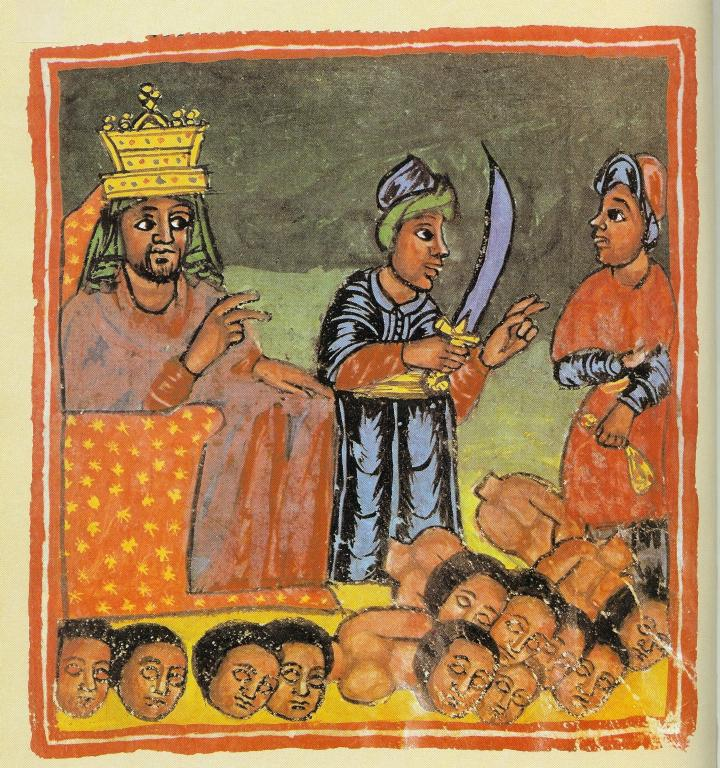
L'Empereur d'Ethiopie décapitant un groupe de ses sujets. XVIIIe siècle.
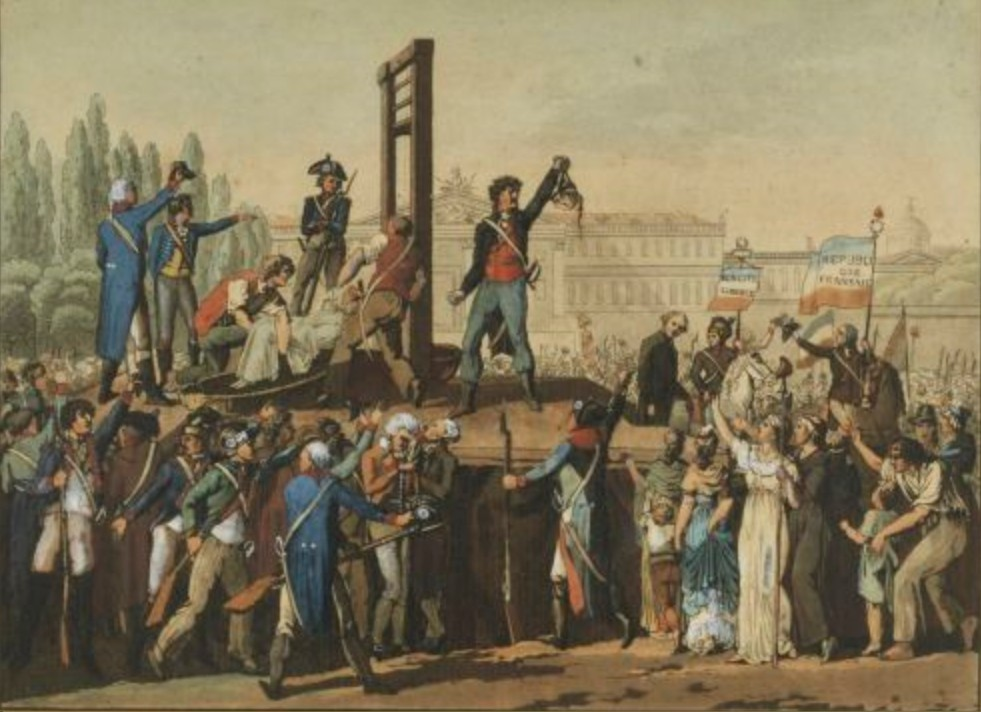
Exécution de Marie Antoinette, 1793, musée de la Révolution française.
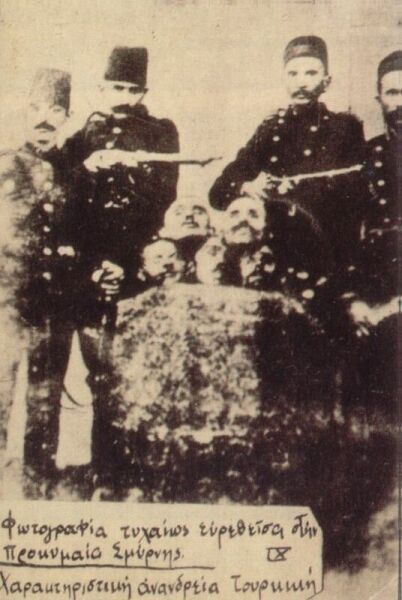
Troupes ottomanes posant devant des têtes de rebelles bulgares (1885-1888).
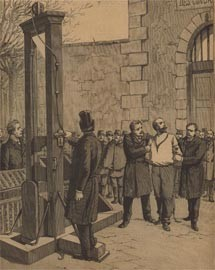
L'anarchiste français Auguste Vaillant avant son exécution par la guillotine en 1894.
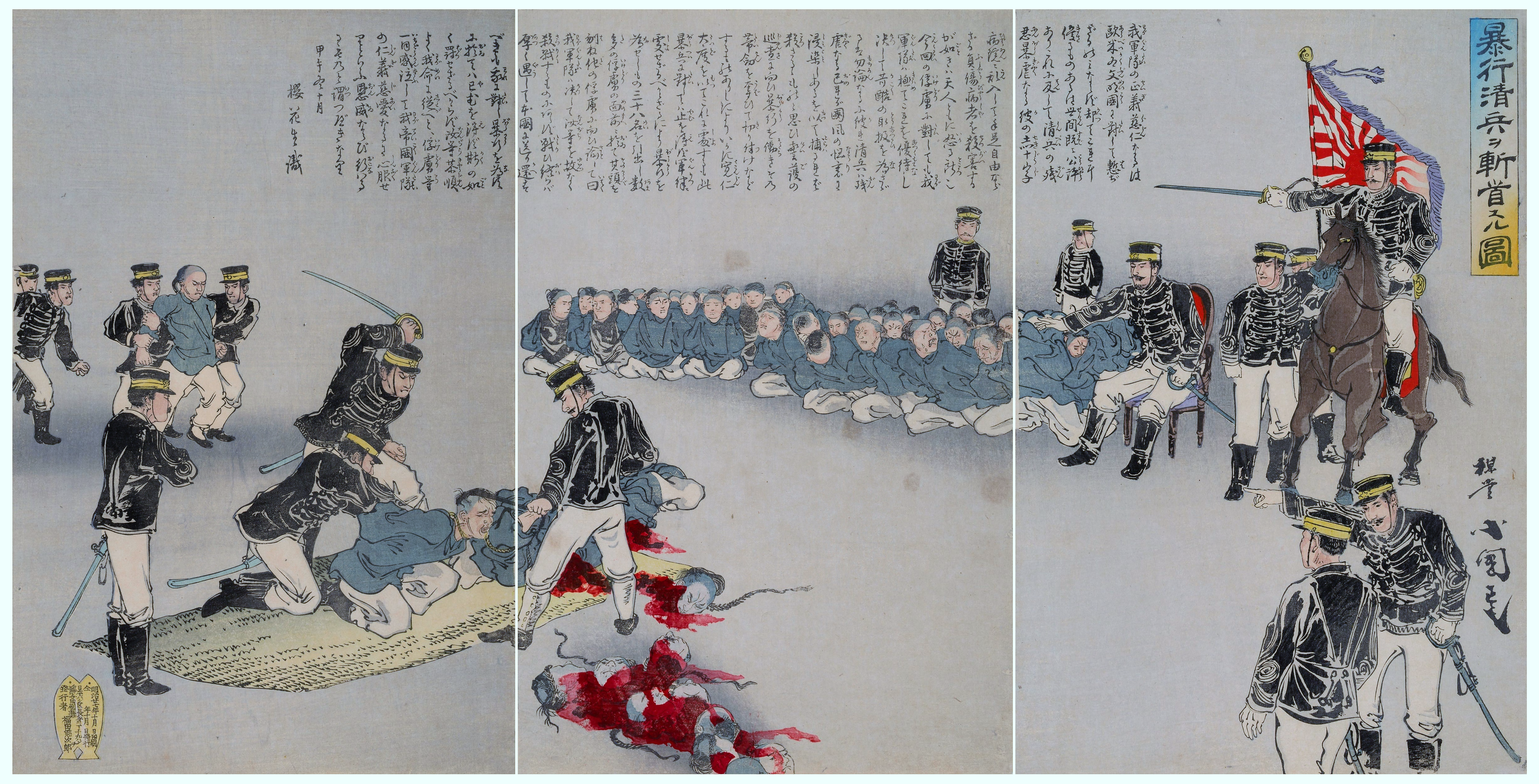
Illustration japonaise dépeignant la décapitation de prisonniers chinois. Première guerre sino-japonaise, 1894–95.
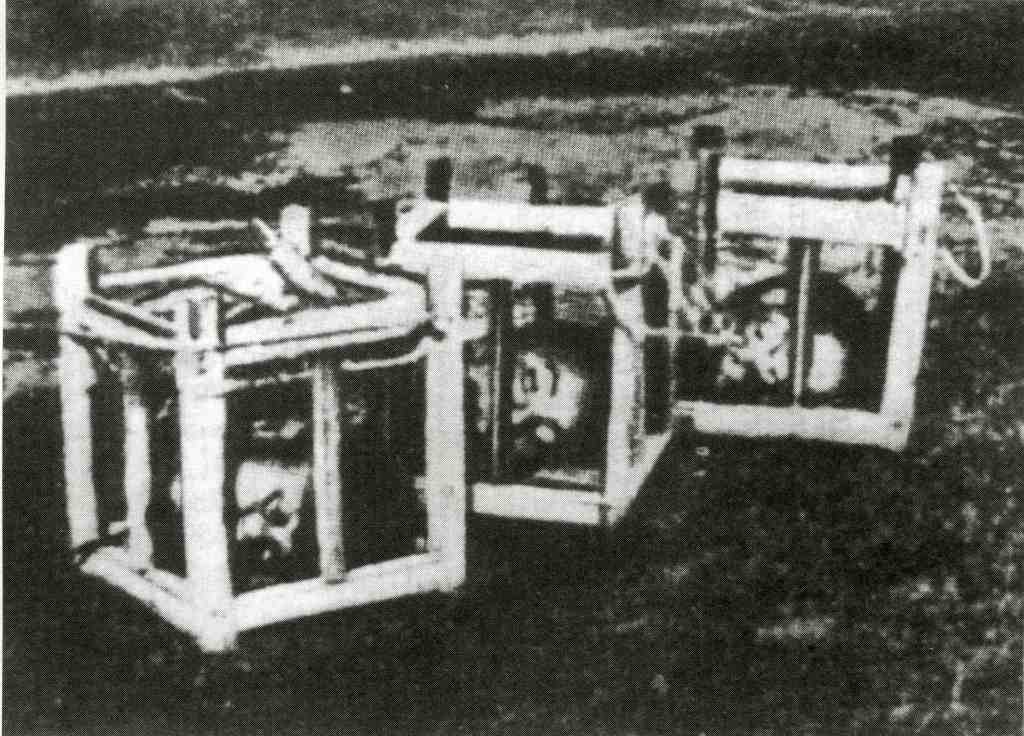
Les têtes de fermiers décapités sont exposées durant la révolte des Boxers, Chine, 1901.
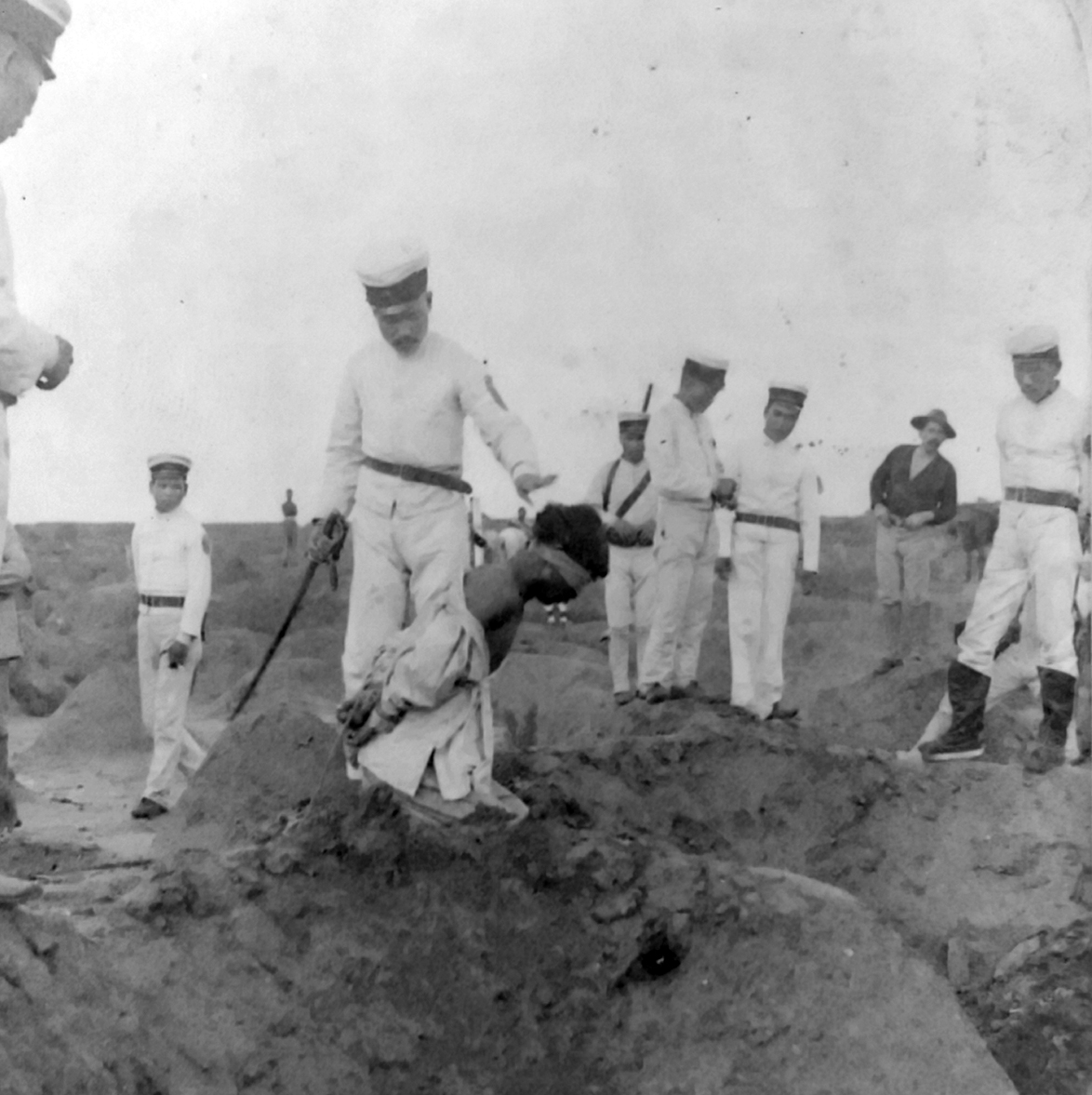
Décapitation en Chine sous la dynastie Qing (1901).
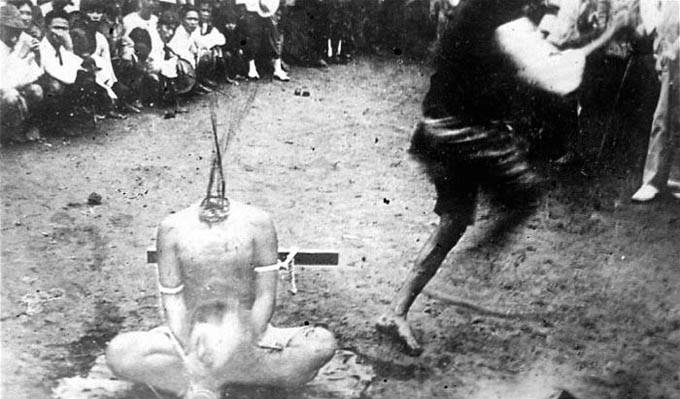
Peine de mort par décapitation sous la dynastie Qing en Chine. On peut voir clairement sur la photographie les jets de sang jaillissant des artères carotides.
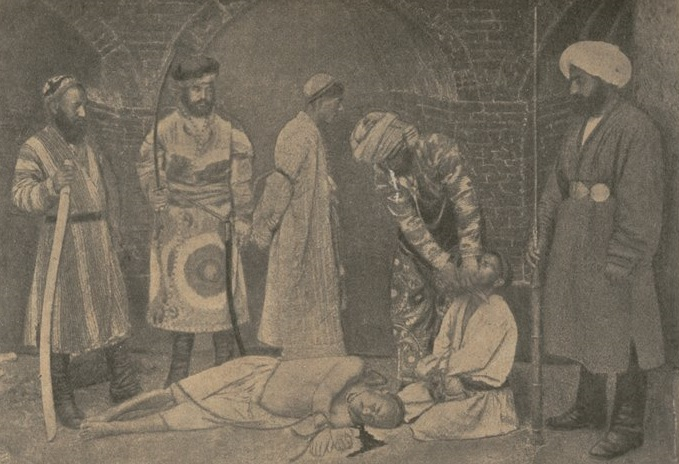
Décapitation de détenus du zindan de Boukhara en Ouzbékistan au début du vingtième siècle. Publié dans le journal "Istoritchesky vestnik", № 11, 1913.

## Personnages mythologiques décapités
- Coon
- Deucalion
- Dolon
- Ganesh
- Hippoloque
- Lamus
- Léiodès
- Méduse
- Rémus
- Serranus
- Tarquitus
- Troïlos